# Península de Kinburn
A Península de Kinburn (em ucraniano: Кінбурнський півострів, transliterado: Kinburnskyi pivostriv) é uma península no sul da Ucrânia, que separa o estuário do Dnieper-Bug do Mar Negro. Administrativamente, a península é dividida entre duas regiões, cada uma representada por uma comunidade rural: Pokrovske (Oblast de Micolaíve) e Heroiske (Oblast de Quérson), com uma população de 1.450 pessoas. Faz parte do Parque Nacional da Costa de Marfim de Sviatoslav.

## Etimologia
A etimologia vem do turco "Kılburun", que literalmente significa "nariz (faixa de terra) [tão sutil quanto] um pelo".

## História

### Invasão da Ucrânia pela Rússia
A Península de Kinburn não foi ocupada pelas forças russas no início da invasão da Ucrânia pela Rússia de 2022. Quatro meses depois, em 10 de junho, as forças russas tomaram a península após superar a resistência das forças ucranianas. A ofensiva russa foi auxiliada em parte pelo bombardeio consistente dos ativos navais ucranianos em Ochakiv no mês anterior à captura, tornando difícil para a Ucrânia abastecer suas tropas na península. A captura de Kinburn foi uma das últimas vitórias militares significativas das forças russas no sul da frente ucraniana em 2022.